# Mustikkasaari (ö i Södra Karelen, Villmanstrand, lat 61,26, long 27,68)
Mustikkasaari är en ö i Finland. Den ligger i sjön Kuolimo och i kommunen Savitaipale i den ekonomiska regionen  Villmanstrands ekonomiska region  och landskapet Södra Karelen, i den södra delen av landet, 190 km nordost om huvudstaden Helsingfors. Öns area är 1,2 hektar och dess största längd är 190 meter i sydöst-nordvästlig riktning.